# Bäder in Kempten (Allgäu)

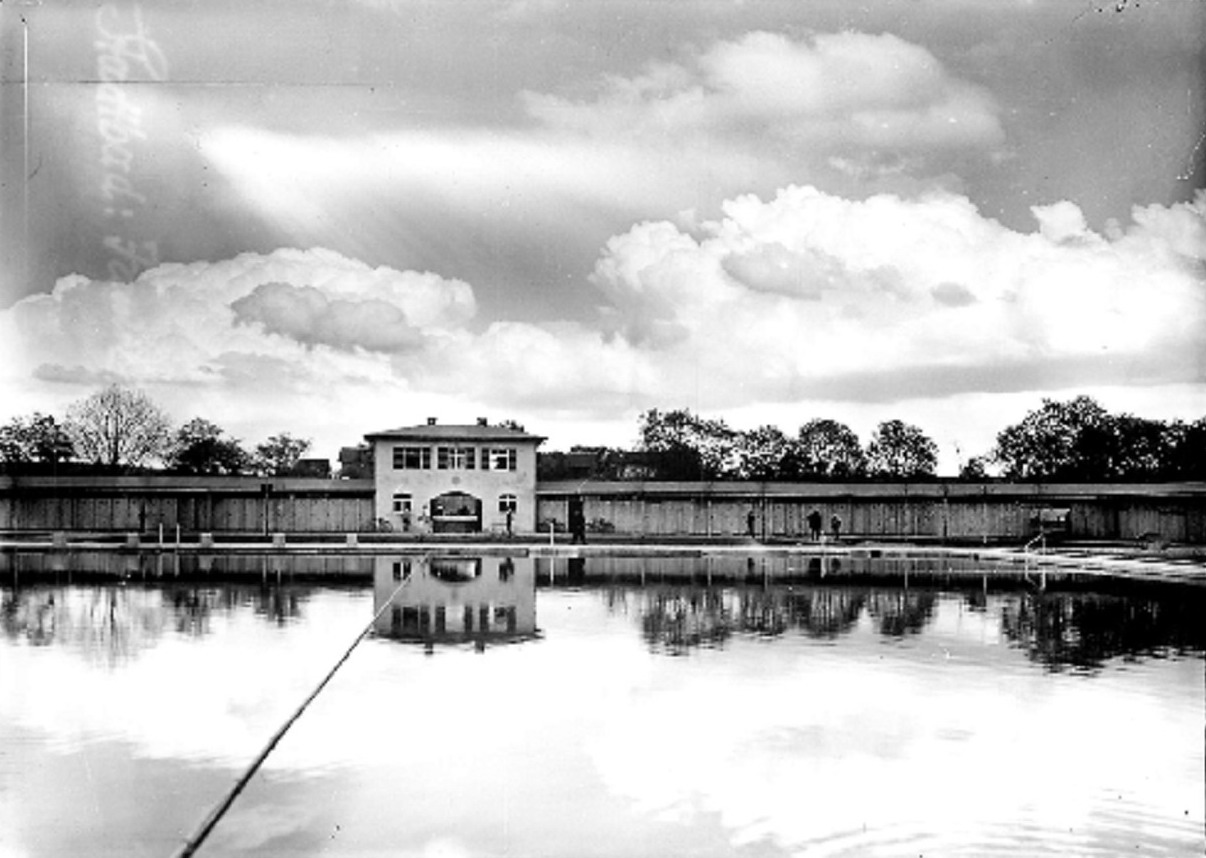
Das Freibad von Kempten im Jahr 1932

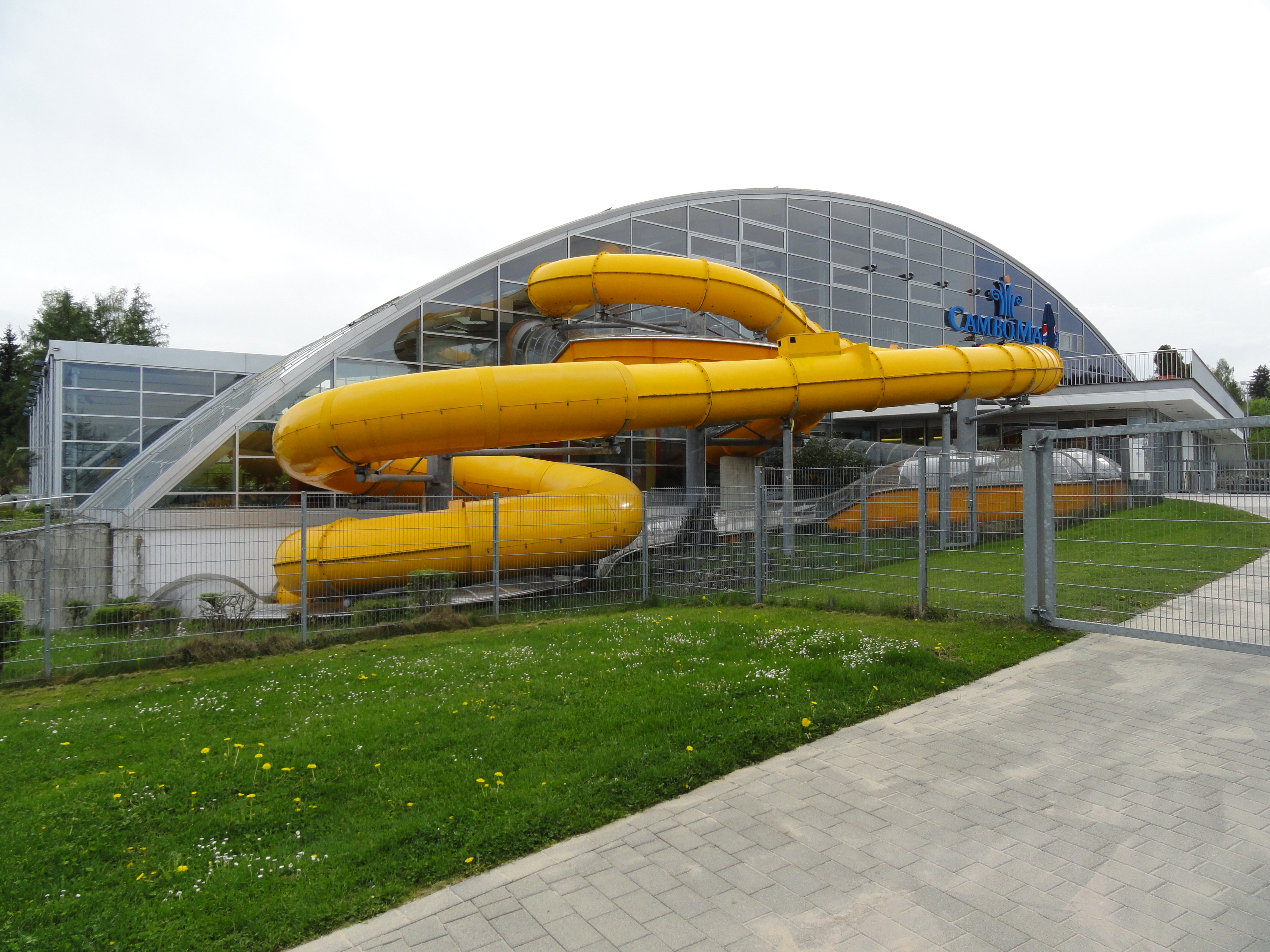
Das Hallenbad Cambomare (2012)

Bäder haben in Kempten eine gesellschaftliche Tradition und lange Geschichte. Bereits die Römer hatten Thermen im Stadtgebiet, während im Mittelalter beispielsweise in der Nähe des Rathauses Badehäuser für wohlhabendere Menschen existierten. Gegenwärtig gibt es in der Allgäuer Stadt Kempten ein Stadtbad, das aus dem CamboMare, einem Erlebnis- und Hallenbad, welches mit seinem Namen an die römische Stadt Cambodunum anknüpft, und einem Freibad besteht. Das Stadtbad gehört dem Kemptener Kommunalunternehmen, kurz KKU.

## Römische Thermen in Cambodunum

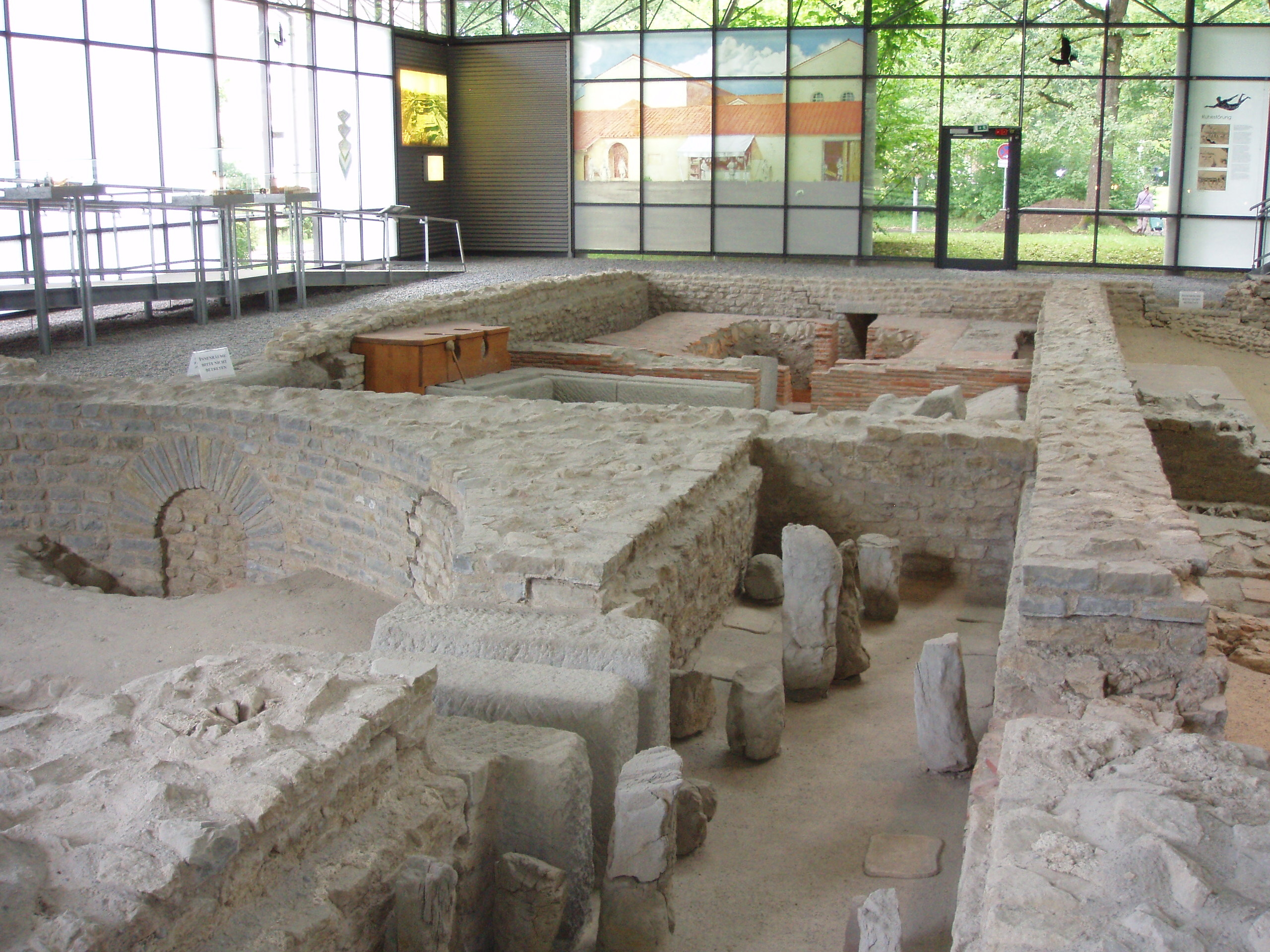
Kleine Thermen in Cambodunum

Bereits in römischer Zeit wurden in Kempten Badeanlagen und Thermen errichtet. Die Kleinen Thermen der Stadt Cambodunum gehören zu den frühesten römischen Badeanlagen nördlich der Alpen und wurden während der Regierungszeit von Kaiser Caligula erbaut. Gegen Ende des 1. Jahrhunderts begann man mit der Errichtung der Großen Thermen, die mit einer Fläche von 4200 m² zu den flächenmäßig größten Themenanlagen nördlich der Alpen zählten. Bereits in der Spätantike wurden die Thermen von Cambodunum teilweise wieder um- und rückgebaut.

## Bäder zu Beginn des 20. Jahrhunderts

Das „Mineral-Schwefelbad Rottach bei Kempten i. Allgäu“, Eugen Felle

Im Weiler Aich (bzw. Eich) bei Kempten bestand im 19. Jahrhundert ein kleines Mineralbad, das kurzzeitig eine gering mineralisierte Heilquelle für Kuranwendungen nutzte.
Zu Beginn des 20. Jahrhunderts gab es in Kempten drei Bäder. Das erste wurde neben der Rottachbrücke an der Mariaberger Straße erbaut. Es handelte sich um ein Mineralbad, welches 1854 erbaut worden war und bis 1930 bestand. Die dazugehörige Gaststätte Bad Rottach gab es noch bis zum Abbruch des Bauwerks im Jahr 1974. Dem Wasser wurde eine heilende Wirkung zugesprochen: Angeblich wurde es nicht nur zu diätetischen Zwecken erprobt, sondern auch bei chronisch-rheumatischen, gichtischen, exanthematischen Leiden, Bleichsucht und weiteren Krankheiten bewährt. Bei angeblicher konsequent vorgenommener Gebrauchsweise konnte man „augenscheinlichst“ heilkräftige Wirkungen erkennen.
Des Weiteren gab es das Bad an der Lenzfrieder Straße, welches im Jahr 1910 als Volksbad errichtet wurde. Es war bei der Bevölkerung jedoch relativ unbeliebt. Grund dafür war seine schattige Lage, weswegen auch das Wasser unangenehm kalt war. Dieses Bad wurde nach der Eröffnung des Stadtbades im Jahr 1932 hauptsächlich als Badeanstalt für das Militär genutzt. 1944 wurde es geschlossen.
Das dritte Bad war das Sonnenbad, es befand sich am Fuße des Mariabergs. Das sechzig Meter lange Sonnenbad an der Rottachschleife wurde von dem im Jahr 1903 gegründeten Verein für Gesundheitspflege im Jahr 1927 angelegt.

## Geschichte des Freibads

### Anfänge und Eröffnung

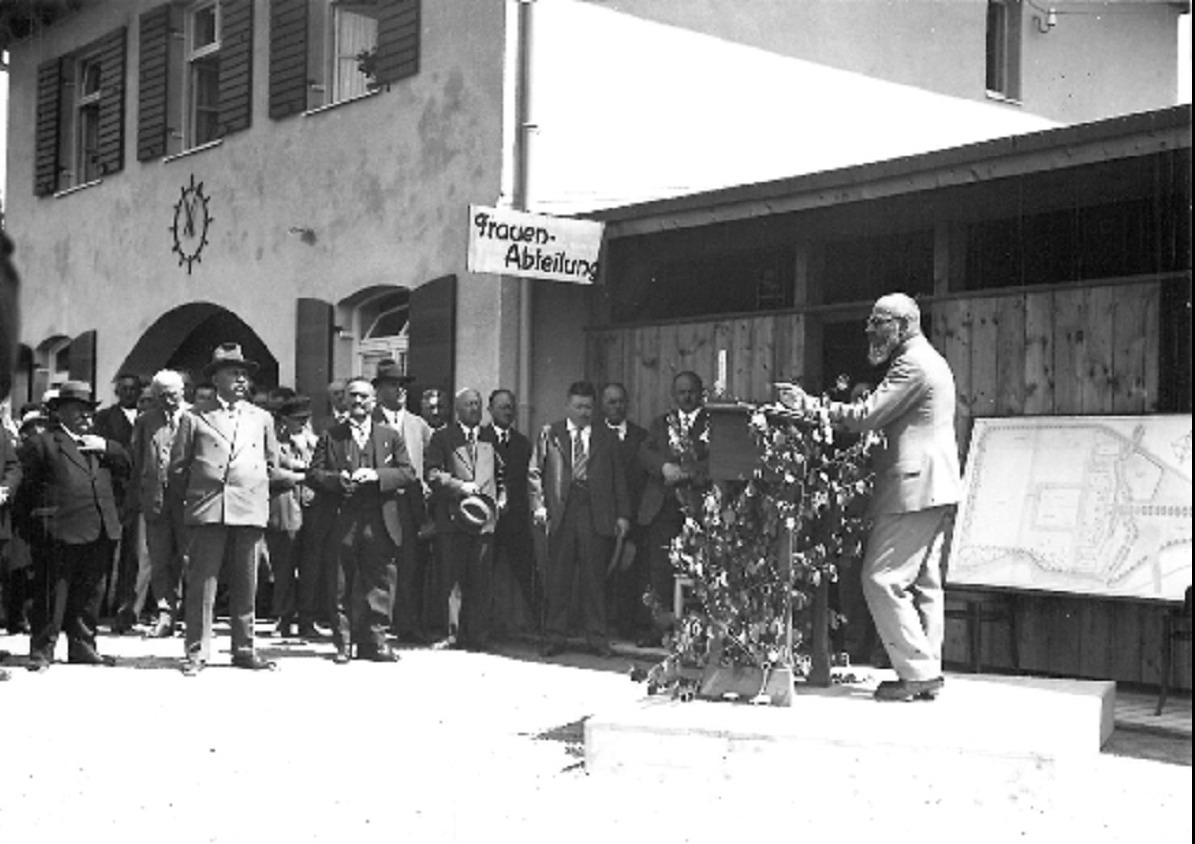
Eröffnungsrede mit Otto Merkt als Redner

Der Bürgermeister Kemptens, Otto Merkt, hatte bereits lange Zeit ein Bad für seine Stadt angedacht. Realisiert wurde es mit Hilfe von Maximilian Vicari im Jahr 1932. Merkt schuf in wirtschaftlich schlechten Zeiten mit einer hohen Arbeitslosigkeit durch diese Baumaßnahmen für hunderte von Bauarbeitern für neun Monate eine Arbeitsstelle mit Lohn. Dennoch hatte Kempten dank Merkts Planung keine Schulden und stets genug Geld zur Verfügung.
Der erste Sommer des Freibades galt als erfolgreich. Bereits am 31. Juli 1932 wurde es von etwa 2.500 Bürgern besucht. Bis zum 3. Oktober kamen 84.000 Menschen, um zu baden. Drei Tage nach der Eröffnung ertrank ein achtjähriger Junge im damals einzigen großen Schwimmbecken. Man vermutete dafür als Ursache einen Herzschlag. Weiteres Unglück brachten im Juli gleich drei Hochwasser des Stadtbaches.
In den ersten zwei Jahren war das Bad noch nicht mit einer Filter- und Chloranlage ausgestattet. Dies hatte zur Folge, dass der Schlangenbach, der das Freibad mit Wasser versorgte, viel Schlamm in die Becken brachte. Dadurch kam es in den warmen Sommermonaten zu raschem Algenwachstum. Dies änderte sich im Jahr 1934 mit der Anschaffung der Filter- und Chloranlage. Wo im Sommer Badegäste schwammen, wurden dann im Winter Fische aus dem Herrenwieser Weiher in der Nähe von Wiggensbach zum Überwintern ins Becken gebracht. 1937 wurde das Bad mit einer Wasserrutschbahn ausgestattet.
In den ersten Jahren des Bades gab es unterschiedliche Regeln. Die erste Badeordnung schrieb u. a. folgendes vor:
„Zum Ausspucken sind die an den Schwimmbecken vorhandenen Spucklöcher und die aufgestellten Spucknäpfe zu benützen. Der Aufenthalt im Stadtbad ist nur für den Zweck und die Dauer des Badens erlaubt.“
Diese zwei Vorschriften verloren ihre Bedeutung, als im Jahr 1933 die Liegewiesen freigegeben wurden.

### Nachkriegszeit

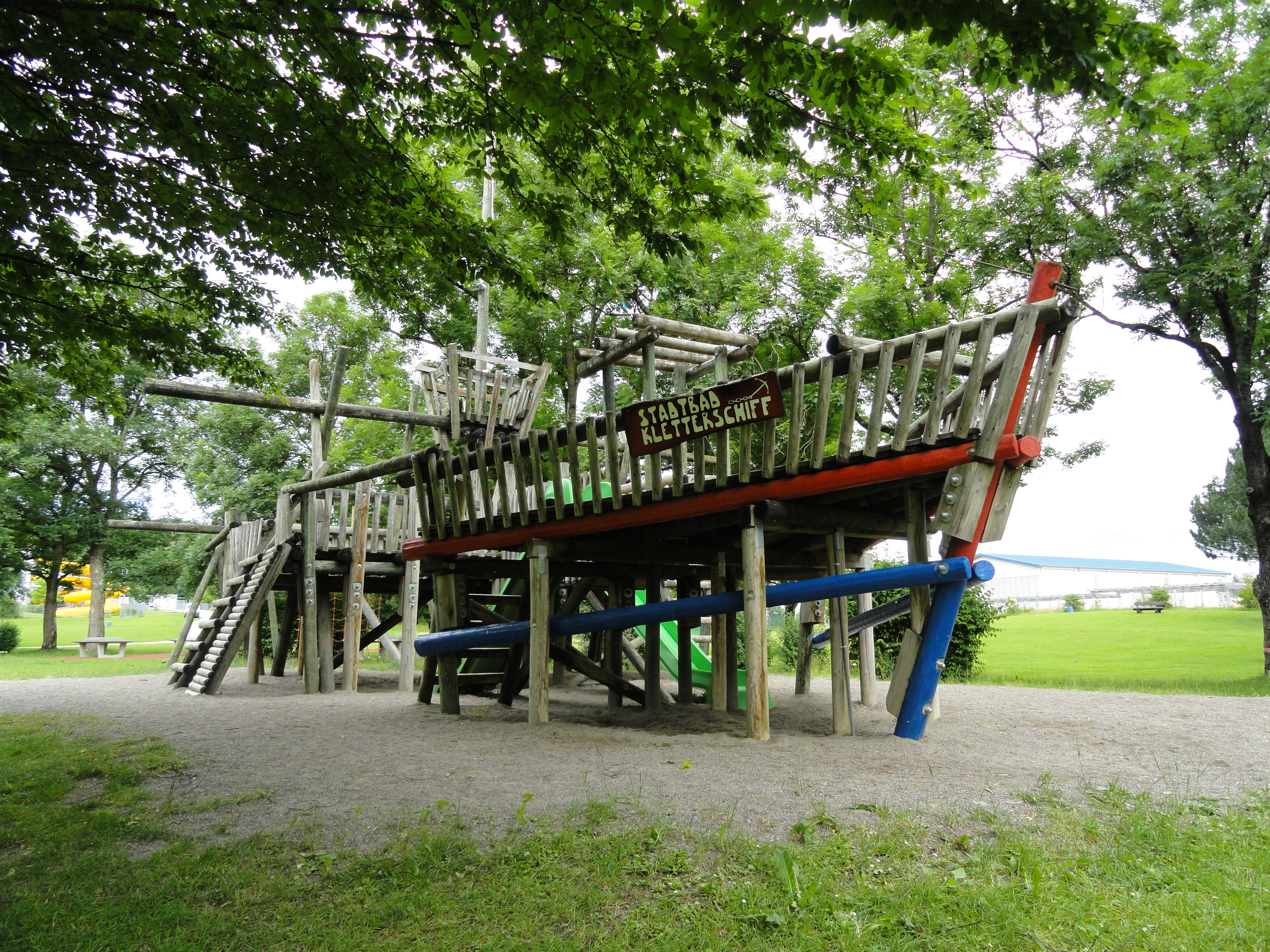
Kletterschiff im Freibad

Nach dem Zweiten Weltkrieg nahm die US-amerikanische Besatzungsmacht das Freibad in Besitz. Nachdem es im Jahr 1952 zurück an die Stadt übergeben wurde, sanierte diese alle Becken. Zwischen 1965 und 1977 wurden diese ersetzt und ab 1970 teilweise beheizbar gemacht.
Der Oberbürgermeister August Fischer und sein Nachfolger Josef Höß weiteten die Liegewiesen in den Jahren 1962 bis 1979 stetig aus, bis daraus das größte Freibad Bayerns mit 57.000 Quadratmetern Gesamtfläche und sechs Becken mit über 3.000 Quadratmetern Wasserfläche wurde.

### Ansteigende Besucherzahlen
Im Jahr 1981 wurde ein Mutter-Kind-Bereich eröffnet. Ein Jahr darauf wurde eine Wasserrutsche gebaut und ein alljährliches Stadtbadfest veranstaltet. Zu diesem Fest kamen in den nächsten Jahren bis zu 12.000 Besucher am Tag. In den darauf folgenden Jahren änderte sich das Freizeitverhalten der Bevölkerung, die Anzahl der Besucher stieg weiter an. 1984 wurde das Limit von 6.000 Tagesbesuchern erstmals überschritten, im Jahr 1990 waren es bereits über 7.000 Tagesbesucher. Am 31. Juli 1992 vergnügten sich 8.028 Bürger im Freibad. In den Rekordjahren 1991 bis 1992 konnte die Badverwaltung jährlich bis zu 220.000 Gäste zählen.
Von der Eröffnung im Jahr 1932 bis 1998 besuchten das Freibad über sieben Millionen Personen.

### Beschreibung

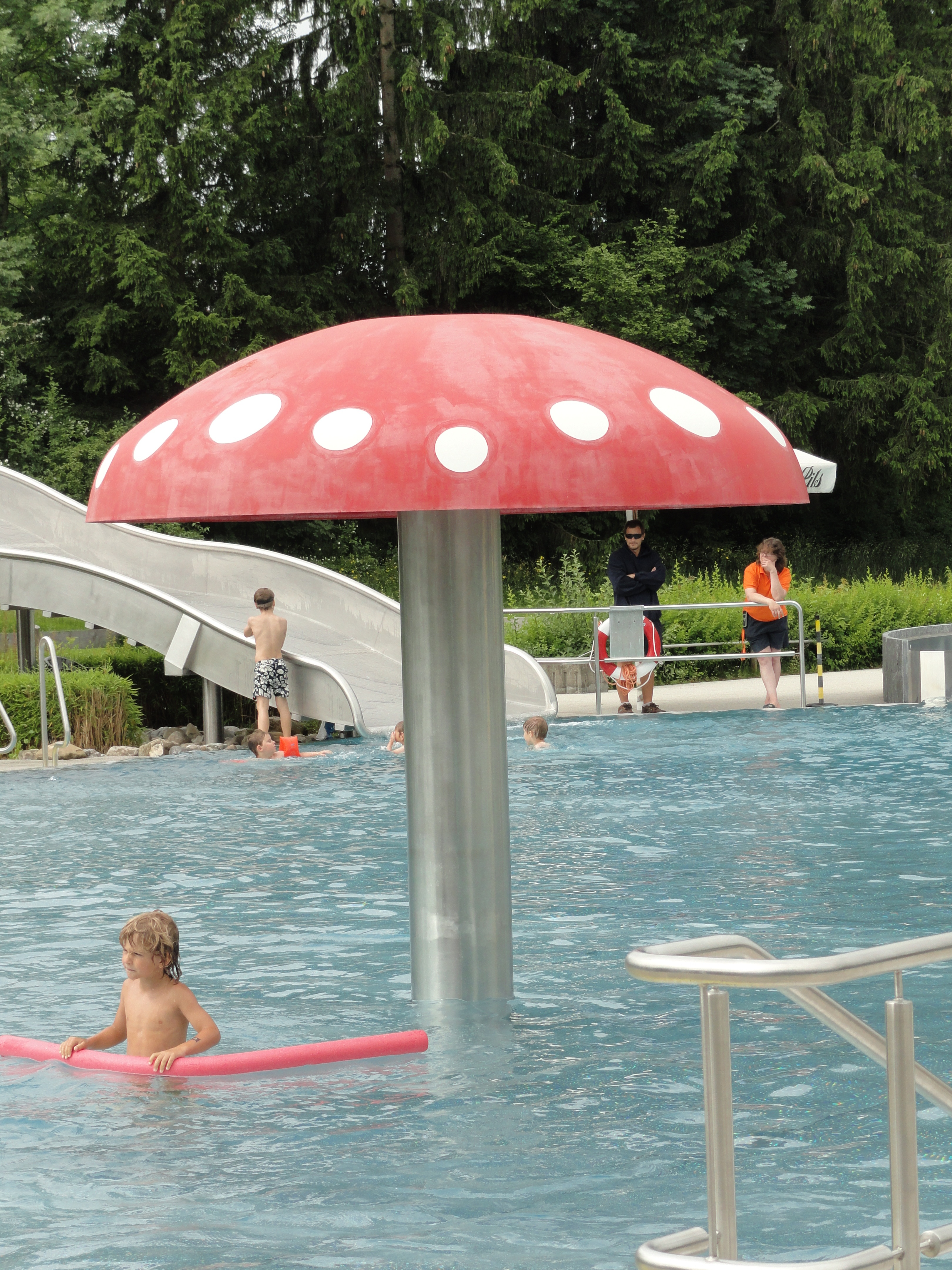
Wasserpilz mit Fliegenpilzmuster

Das Freibad enthält ein 50 Meter langes und etwa 1,80 bis 2,20 Meter tiefes Sportbecken sowie zwei weitere zueinander parallele Becken. Eines ist das Erlebnisbecken mit einem Wellenbad und Strömungsbecken, einer breiten Rutsche und einem großen Wasserpilz mit dem Muster eines Fliegenpilzes. Das Becken enthält Liegeflächen mit Luftauslässen wie auch weitere Wasserspiele mit Düsen, Wasserstrahlern und Nackenduschen. Das benachbarte Nichtschwimmerbecken ist unbeheizt und verfügt nur über eine schmale Wasserrutsche.
Für Kinder befindet sich neben dem Kiosk ein Bereich mit niedrigem Wasser und verschiedenen Wasserspielen. Dieses nennt sich Bambinibecken.
Mit Wänden von den ganzen Becken abgeschottet ist die Seniorenruhezone mit einem eigenen Becken.
Für sportliche Aktivitäten ohne Wasser stehen jeweils ein separater Beachvolleyball- und ein Fußballplatz zur Verfügung. Neben einem großen Piratenschiff für Kinder, das sich auf einem Sandplatz befindet, gibt es Tischtennisplatten und ein Riesenschachbrett.
Die Spiel- und Liegewiesen sind insgesamt 40.000 Quadratmeter groß. Die Wasserflächen nehmen 3.000 Quadratmeter auf dem Gelände ein.

## Geschichte des Hallenbads

### Vorkriegspläne
Kurz nach der Eröffnung des Stadtbads äußerte Bürgermeister Merkt den Wunsch nach einem Hallenbad als Badegelegenheit auch im Winter. Als Standort dafür bot er einem Hallenbäderbauunternehmen ein Grundstück an der Salzstraße (inzwischen Hotel Peterhof), eine Fläche am Gaswerk (unterhalb der Burghalde) und eines an der Poststraße (in der Nähe der Thurn- und Taxis’schen Posthalterei) an. Seine Pläne blieben jedoch wegen des Zweiten Weltkriegs unausgeführt.

### Realisierung zum Jahr 1970
Dank einer im Jahr 1965 gestarteten Bürgerinitiative wurde im Jahr 1968 unter Federführung des damaligen Bürgermeisters August Fischer der Bau eines Hallenbades nördlich des Freibades beschlossen. Ein Förderverein mit 1556 Mitgliedern unterstützte mit 340.000 Mark aus Wirtschaft und Gesellschaft die Stadt. Gleichzeitig realisierte er bereits von Merkts geäußerten Wunsch nach einem Saunabad.
Kurz nach der Einweihung des kubisch gehaltenen Badbaus im Jahr 1970 wurde aus dem Hallenbad jedoch ein Problemfeld der Verwaltung. Das Bad war sehr anfällig für Reparaturen und hatte daher auch hohe Betriebskosten. Die Schulbäder der Robert-Schumann-Schule und der Lindenbergschule hatten das gleiche Problem. Die Badegäste blieben bis auf ein 24-Stunden-Schwimmen mit 1730 Teilnehmern im Jahr 1985 größtenteils dem Hallenbad fern. Kempten verdiente sich damals mit diesem 24-Stunden-Schwimmen den zweiten Platz in Deutschland.

### Längste Wasserrutsche Bayerns
Höß, der bis 1990 amtierendes Stadtoberhaupt war, legte dem Stadtrat einen Plan für ein Mehrzweckbecken mit Sprungturm und einer Wasserrutsche vor. Aufgrund der fehlenden Mehrheit im Stadtrat wurde nur der Plan für eine Ganzjahreswasserrutsche umgesetzt. Mit 102 Metern war die 1990 eröffnete Rutsche die längste aufgeständerte und überdachte Wasserrutsche in Bayern. Die Rutsche war auch vom Stadtbad aus verwendbar, ohne das Hallenbad zu betreten.

### Abriss und Neubau

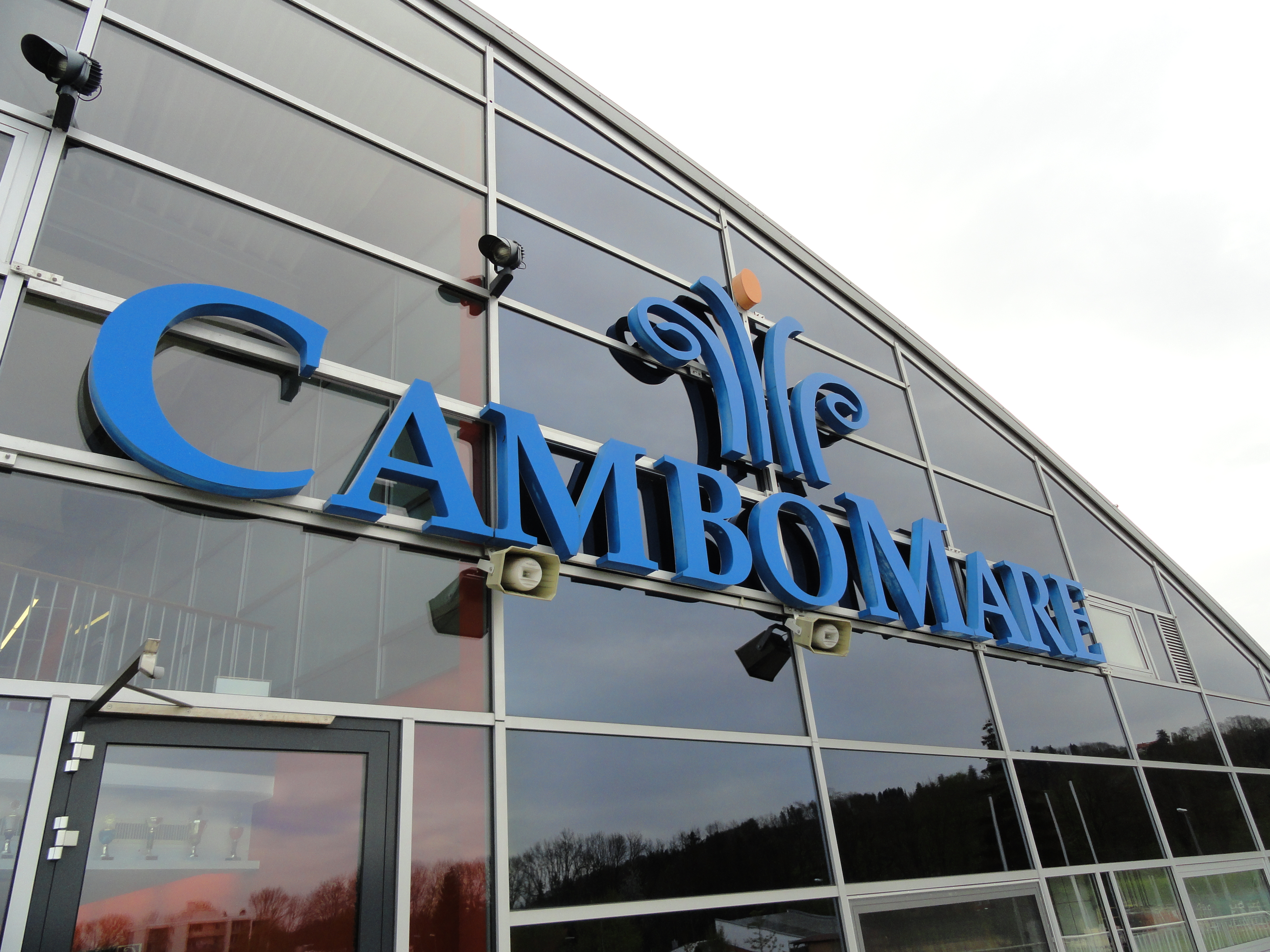
Das Cambomare in Kempten

Anfang des 21. Jahrhunderts war der Zustand des Hallenbades nicht mehr haltbar. Die hohen Kosten und die hohe Reparaturanfälligkeit machten es unwirtschaftlich. Die Rutsche war an den Verbindungsstellen undicht und daher häufig außer Betrieb. Aus diesem Grunde erbaute man das neue Erlebnishallenbad und eine neue Saunalandschaft, das Cambomare. Dieses Wort setzt sich zusammen aus dem ersten Teil des Wortes Cambodunum, der früheren römischen Stadt, sowie dem lateinischen Wort für Meer, mare. Das Cambomare wurde 2003 eröffnet. Das alte Hallenbad wurde teilweise abgerissen, einige Teile werden für andere Zwecke genutzt.

### Hallenbad Cambomare
Das als Glaskuppelbau erbaute Cambomare erstreckt sich im Osten des Stadtbades mit einer großflächig angelegten Saunalandschaft und einer überdachten Badelandschaft. Als Attraktion des Bades gelten die zwei Rutschen: Die 92 Meter lange Black-Hole-Röhrenrutsche und die 122 Meter lange Crazy-River-Reifenrutsche, die an einen Wildfluss erinnern und deswegen nur mit speziellen luftgefüllten Reifen verwendet werden soll. Daneben wurde auch ein Gastronomiebereich mit Blick auf die innere Badelandschaft eingerichtet. Das Sportbecken mit sechs Bahnen ist 25 Meter lang und verfügt über einen Sprungturm mit 1- und 3-Meter-Brett.
Für Kleinkinder gibt es den sogenannten Kids-Garden mit 52 Quadratmetern. Ein Strömungskanal mit einer 253 Quadratmeter großen Schwimmlagune, aus der in regelmäßigen Abständen Luft sprudelt, befindet sich hier ebenfalls. Es gibt auch eine versteckte Sprudelgrotte mit Massagedüsen. Das 176 Quadratmeter große Außenbecken des Hallenbades enthält Sprudelliegen, Massagedüsen, Bodensprudler und Nackenduschen. Dieses Außenbecken wird auch im Winter betrieben, da es auf 32 °C beheizt wird.

## Trivia
- Im Sommer 1996 heiratete ein junges Paar im Stadtbad. Aufmerksamkeit erregte es, als es mit Bleigürteln und Pressluftflaschen in das Sportbecken stieg und sich dort bei der Unterwasserhochzeit das Ja-Wort gab.[9]
- Am Rathaus in Kempten ist ein Fresko von Heinrich von Kempten zu sehen, der dort mit einem Schwert bewaffnet einen hölzernen Badekrug verlässt.